# دهستان گلخندان
دهستان گلخندان یکی از دهستان‌های بخش بومهن شهرستان پردیس در استان تهران ایران است.

## جمعیت
براساس سرشماری مرکز آمار ایران در سال ۱۳۹۵، جمعیت دهستان گلخندان ۱،۲۳۰ نفر بوده‌است.